# Pablo Silva Olazábal
Pablo Silva Olazábal (Fray Bentos, 18 de marzo de 1964) es un escritor y periodista uruguayo. Su trabajo en el ámbito del periodismo ha estado dedicado a la difusión, divulgación y rescate de libros y escritores, tanto en prensa escrita como radial.

## Biografía
Pablo Silva Olazábal nació en Fray Bentos el 18 de marzo de 1964. En 1976 su padre, dirigente sindical bancario y edil del Frente Amplio en Río Negro, se exilia en España y la familia lo sigue en 1977.
Vive en varias ciudades (Valencia, Palma de Mallorca, Madrid) y vuelve en 1986. En España egresó como maestro en la Escuela Normal María Díaz Giménez, dependiente de la Universidad Complutense de Madrid, una profesión que nunca ejerció. 
En Uruguay se licenció en Comunicación en 1994 y ejerció el periodismo en varios medios de prensa escrita: su primer artículo fue una entrevista a Mario Benedetti ―a quien había conocido en Mallorca― en el semanario Alternativa, en abril de 1989.
Asistió a varios talleres literarios, entre ellos el primer taller virtual que orientó Mario Levrero a través de correo electrónico en el año 2000. Esto originó una relación con el escritor que duró hasta su muerte en 2004 y que se tradujo en una profusa comunicación epistolar, vía correo electrónico, que fue la base del libro Conversaciones con Mario Levrero, un extenso reportaje de cuatro años en torno a la poética y las manías del escritor uruguayo. Ese libro, editado en Montevideo en 2008, tuvo ediciones ampliadas en Chile, Argentina y España.
En 2004 en el marco de Casa de los Escritores del Uruguay integra la organización y gestión del encuentro Movida Onetti, un encuentro de críticos, escritores y estudiantes en torno a la figura de Juan Carlos Onetti que congregó a 300 participantes. Los aportes del encuentro figuran en el libro Bienvenido, Juan: textos críticos y testimoniales sobre Juan Carlos Onetti, compilado por Helena Corbellini y Pablo Silva Olazábal, y publicado por la editorial Linardi y Risso y la Biblioteca Nacional de Uruguay en 2007.
En 2005 es el autor del proyecto Un Solo País que organiza junto a Malí Guzmán, Melba Guariglia y Sabela de Tezanos. Se trata de la gestión de una serie de 4 ferias del libro realizadas en el interior de Uruguay (en Maldonado, Melo, Bella Unión y Salto), generadas por la Casa de los Escritores y ampliadas desde el Ministerio de Educación y Cultura (MEC). Se realizaron lecturas en 76 centros de enseñanza. Participaron 15.200 alumnos y estudiantes en lecturas dadas por 80 escritores uruguayos.
Desde 2010 conduce el programa radial La Máquina de Pensar, dedicado a la difusión de información y pensamiento sobre literatura. El programa, que se emitió hasta 2021 en Radio Uruguay y luego en Radio Cultura, ha obtenido un reconocimiento importante en el campo cultural uruguayo.
Organizó siete ediciones de "T Cuento Q", concurso de minicuentos por SMS, y tres ediciones del Encuentro sobre Literatura Breve y Nuevas Tecnologías (2011, 2012 y 2013).Desde 2016 coordina el ciclo literario Todos Somos Raros, que cruza escritores uruguayos y argentinos.El 25 y 26 de noviembre de 2016 organizó en Fray Bentos el encuentro internacional “Borges, una geografía imaginaria”, realizado al cumplirse los 30 años de la muerte del escritor.En 2018 participó en el III Encuentro Iberoamericano de Minificción en la Feria del Libro de México D.F., donde presentó textos de su libro de microficciones “La vida amorosa de Telonius Monk” que integraron la antología digital del encuentro.En 2019 realizó un ciclo en torno al novelista francés Emmanuel Carrère en la sede de la Asociación Psicoanalítica del Uruguay (APU).Desde el 2022 coordina junto a Marcos Robledo el ciclo de lectura Bocaditos y Canapés, de microficciones y textos breves.

## Premios
Su novela Pensión de Animales obtuvo el segundo premio de narrativa inédita en los Premios Nacionales de Literatura del MEC (edición 2012) y mención de honor en el concurso Banda Oriental-Lolita Rubial (edición 2013).
Su libro de cuentos Lo más lindo que hay obtuvo una mención en el concurso Banda Oriental-Lolita Rubial (edición 2014). Dicho libro también obtuvo una mención en los Premios Nacionales de Literatura del MEC (edición 2014).
Su novela La huida inútil de Violeto Parson ganó el segundo premio en narrativa édita en los Premios Nacionales de Literatura del MEC (edición 2014) dentro de la categoría de libros de narrativa editados en 2012. También ganó una mención en el Concurso Municipal de Narrativa 2010.
Su novela El run run de las cosas obtuvo el tercer premio de narrativa inédita en los Premios Nacionales de Literatura del MEC (edición 2018) bajo el título "Una novela onírica".
El 15 de junio del 2022 recibe, por el programa La Máquina de Pensar, el Premio Día Nacional del Libro, edición 2022, que otorga la Academia Nacional de Letras de Uruguay a los "defensores del libro".
La obra de teatro Toffana en carne viva obtuvo el segundo premio en dramaturgia édita en los Premios Nacionales de Literatura del MEC (edición 2023).

## Obra
- La revolución postergada y otras infamias (cuentos). Ediciones de la Balanza (2005) ISBN 9974-39-931-9

- Entrar en el juego (relatos). Yaugurú (2006) ISBN 9974-7822-8-7

- Conversaciones con Mario Levrero. Trilce (Montevideo, 2008). ISBN 978-9974-32-470-1 Luego impreso por Lolita Editores (Chile, 2012) ISBN 978-956-8970-21-5 y Conejos (Buenos Aires, 2013) ISBN 978-987-26780-7-4.[31]Edición ampliada y definitiva en Conejos (Buenos Aires, 2016) ISBN 978-987-3609-08-4, Contrabando (Valencia, 2017) ISBN 978-84-947120-8-1 y Criatura (Montevideo, 2018) ISBN 978-9974-8651-0-5

- En 2012 coordina la publicación de El libro de Oro del TCQ, primer libro uruguayo con 500 SMS, con prólogo de Lauro Zavala ISBN 978-9974-98-628-2.[32] Fue traducido al francés y publicado en línea por el proyecto Lectures D'ailleurs, de la Universidad de París Nanterre.[33]

- La huida inútil de Violeto Parson (novela). Dixi (2012) ISBN 978-9974-8305-1-6

- Lo más lindo que hay (cuentos). Ediciones Outsider (2015) ISBN 978-987-26286-9-7

- Pensión de animales (novela). Estuario (2015) ISBN 978-9974-720-12-8. Publicada en Colombia por Escarabajo (Bogotá, 2017) ISBN 978-958-56189-2-3. Publicada en España por Contrabando (Valencia, 2023) ISBN 978-84-126899-7-6

- La vida amorosa de Telonius Monk (microficción). Yaugurú (2018) ISBN 978-9974-890-18-3. Publicada en Italia como "La vita amorosa di Telonius Monk e altre storie minime" por Edizioni Arcoiris (2023) con la traducción de Antonella Di Nobile ISBN 979-12-81731-08-0.

- El run run de las cosas (novela). Estuario (2020) ISBN 978-9974-908-36-9

- A través de un breve laberinto (microficciones). Astromulo (2021) ISBN 978-9915-9382-7-1

- Un lagarto se desprende la cola (novela). Fin de Siglo (2022) ISBN 978-9915-672-08-3[34]
- El extraño caso del enigma Gardel y otros cuentos (cuentos). Astromulo (2023).

El 6 de mayo de 2022 se estrenó en la sala Las Bóvedas la obra de teatro Toffana, protagonizada por Carina Biasco y con texto de Pablo Silva Olazábal.

## Participación en obras colectivas
- Bienvenido, Juan. Textos críticos y testimoniales sobre Juan Carlos Onetti. Biblioteca Nacional - Linardi y Risso (2007).

- Apurapalabra 1 (cuentos). Dixi (2012).

- Fóbal (cuentos). Estuario (2013).

- Caza de Levrero. Asedios Críticos a la obra de Mario Levrero (artículos críticos). Rebeca Linke (2014).

- Ruido blanco 3 (cuentos de ciencia ficción). MMediciones (2015).

- Erótica (cuentos eróticos). Estuario (2015).

- Mario Levrero. Un Silencio Menos. Entrevistas compiladas por Elvio Gandolfo, Mansalva (Buenos Aires, 2013).

- Nadie dude el lucero. Rolando Faget. Testimonios sobre Rolando Faget. Libro coordinado por Héctor Rosales (Ático Ediciones, 2015).

- En otras palabras: Sacbé, camino blanco (cuentos y poesía sobre fotos de las ruinas mayas del fotógrafo mexicano Javier Hinojosa). Libro coordinado por Sabela de Tezanos, con apoyo de los Fondos Concursables (Museo de Arte Precolombino e Indígena, 2017).

- 25/40 Narradores de Banda Oriental (cuentos). Banda Oriental (2018).

- Narrar lo extraño (cuentos). Qeja Editorial (Buenos Aires, 2018).